# Albert Nicholas
Albert Nicholas (New Orleans, 1900. május 27. – Bázel, 1973. szeptember 3.) amerikai dzsesszklarinétos.

## Pályafutása
Lorenzo Tio Jr.-tól tanult klerinétozni New Orleansban. Tinédzser korában már játszott Buddy Petittel, King Oliverrel és Manuel Perezzel. A haditengerészetnél eltöltött három év után (1925-1927) Chicagóban King Oliver együttesében volt, akinek Oliver Dixie Syncopatorsjával készített lemezfelvételeket.
Utána egy évet a Távol-Keleten és Egyiptomban töltött, majd 1928-ban New Yorkba ment, és öt évet Luis Russell társa volt. Nicholas az 1920-as években több felállításban is tökéletesen szólt Russell, Red Allen, J. C. Higginbottham és Charlie Holmes mellett.
Néhány évvel később Louis Armstrong egyik zenekarával is játszott. 1929-ben, majd 1939-ben Jelly Roll Mortonnal is készített lemezeket. Az 1940-es években a New Orleans-i reneszánsz hatására Art Hodesszal, Bunk Johnsonnal és Kid Oryval tudott dolgozni; 1948-ban pedig rendszeresen játszott Ralph Sutton triójával.
1953-ban Nicholas követte Sidney Bechet példáját, és Franciaországba költözött. 1960-ban visszatért az Egyesült Államokba, és utolsó 20 évében már ottmaradt.

## Albumok
- Albert Nicholas & Mezz Mezzrow (1956)
- The Scobey Story Vol. 1 (1959)
- Albert Nicholas with Art Hodes' All-Star Stompers (1964)
- Albert's Blues (1966)
- Barney Bigard/Albert Nicholas (1969)
- A Tribute to Jelly Roll Morton (Storyville, 1972)
- Albert Nicholas and The Traditional Jazz Studio (Supraphon(wd), 1972)
- Albert Nicholas with Alan Elsdon's Band Vol. 1 (1995)
- Albert Nicholas with Alan Elsdon's Band Vol. 2 (1996)
- Story 1926-1947 (1998)
- New Orleans Clarinet (2006)
- Albert Nicholas & Herb Hall (2015)